# Górkaia Balka (Krasnodar)
|  | Per a altres significats, vegeu «Górkaia Balka». |

Górkaia Balka - Горькая Балка (rus) és un khútor del krai de Krasnodar, a Rússia. Es troba a la vora del Górkaia, afluent per la dreta del riu Kuban, molt a prop de la frontera amb el krai de Stàvropol. És a 24 km al sud-est de Novokubansk i a 185 km a l'est de Krasnodar.
Pertany al possiólok de Prikubanski.